# Массовые беспорядки во Франции (2005)
Массовые беспорядки во Франции (фр. La guerre de Banlieues) начались как реакция на гибель двух подростков североафриканского происхождения, пытавшихся скрыться от полиции. Погромы, поджоги и насилие над полицией продолжались с 28 октября по 15 ноября 2005 года.

## Предпосылки
После распада Французской колониальной империи в 50-60-е годы XX века часть жителей колоний, лояльных метрополии, переехала из Азии (в первую очередь Французского Индокитая) и Африки (в первую очередь Северной Африки) на территорию Франции. Подавляющее большинство их получило французское гражданство, таким образом их дети стали французскими гражданами по рождению. В период экономического подъёма в 1960-е годы во Францию также въехало значительное количество жителей бывших колоний — в качестве дешёвой рабочей силы. Часть из них впоследствии получила французское гражданство.
К середине 2005 года численность населения, имеющего корни в одной из этих иммиграционных волн, составляла 5 млн 300 тыс. человек, что составляет около 10 % населения Франции. В том числе — потомки переселенцев из стран Средиземноморья и Латинской Америки, не входивших во Французскую колониальную империю (не менее 700 тыс. человек).
Значительное число «иммигрантов», как малоимущие, сосредоточились к началу 1980-х годов в кварталах дешёвого жилья (Ашелем, HLM), построенных в 1960-е годы. В результате эти кварталы стали приобретать вид «цветных пригородов» (с заметным преобладанием арабо-берберского и африканского по происхождению населения).
После окончания периода экономического роста и появления во Франции застойной безработицы кварталы HLM стали социально неблагополучными зонами, где от 30 до 40 % взрослого населения не имело работы. В последние годы неолиберальное правительство Франции, выполняя программы по сокращению государственных расходов в социальной сфере, закрыло во многих кварталах HLM муниципальные культурные, спортивные и образовательные центры для молодёжи, что привело к усилению социальной напряженности и росту преступности.
Школы в «цветных пригородах» отличаются низким качеством образования, молодёжь из этих пригородов сталкивается с серьезными проблемами при устройстве на работу только из-за одного места своего проживания. Социологические исследования показали также, что французу афроарабского происхождения сложнее устроиться на работу, чем французу европейского происхождения. Это говорит о том, что во Франции среди работодателей распространён скрытый расизм.
В годы, когда Министерство внутренних дел Франции возглавлял Николя Саркози, усилилась напряжённость между молодежью из «цветных пригородов» и полицией. Полицейских неоднократно обвиняли в расистском поведении и неоправданной жестокости по отношению к «цветной» молодёжи.

## Ход событий
- 27 октября 2005 — смерть двоих подростков[где?] (тунисского и мавританского происхождения) в трансформаторной будке, где они прятались от полиции.
- 28 октября — начало беспорядков в пригороде Парижа Клиши-су-Буа, активную роль в которых сыграла местная молодежь, взбудораженная слухами о гибели своих товарищей. Беспорядки регулярно вспыхивали каждую ночь, распространяясь на соседние окраины Парижа (Ольне-су-Буа, Сен-Дени). Восставшие обвинили полицию в предвзятости по отношению к жителям «цветных пригородов». Резкие заявления главы МВД Франции Николя Саркози, назвавшего молодёжь «отбросами», и отказ от встречи с родственниками погибших подростков подлили масла в огонь. Разбившись на небольшие группы, погромщики с закрытыми капюшонами лицами поджигали автомобили, громили витрины магазинов и устраивали стычки с полицией.
- В ночь со 2 на 3 ноября в северном парижском предместье Сен-Дени был угнан и затем сожжён автобус, на котором совершали турпоездку 28 российских туристов из Ярославля. Никто из туристов не пострадал.
- 4 ноября — в пригородах Парижа за ночь сожжено 500 автомобилей. Премьер-министр Доминик де Вильпен попытался прекратить погромы, приняв в своей официальной резиденции родственников погибших подростков, случайная гибель которых спровоцировала волнения, и «лидеров этнических меньшинств». Он пообещал провести тщательное расследование обстоятельств гибели, однако это не успокоило ситуацию.

Министр внутренних дел Николя Саркози пошёл на жёсткие меры для преодоления беспорядков. Он объявил о мобилизации всех подразделений CRS в 25 пригородах Парижа, населённых в основном «иммигрантами». Для подавления беспорядков полиции пришлось применить водомёты и стрелять резиновыми пулями. Несколько десятков человек были задержаны. Центры беспорядков — департаменты Сен-Сен-Дени, Валь-д’Уаз, Ивелин. В общей сложности беспорядками в столичном регионе охвачено около 90 муниципальных образований. В городе Трап к северо-западу от Парижа в результате поджога в автобусном парке сгорело 27 автобусов. В различных районах зафиксированы нападения на административные здания, школы, торговые заведения, полицейские комиссариаты и участки.
- 5 ноября, суббота — беспорядки распространились по всей Франции. Волнения отмечены в Бордо, Ренне, Тулузе и Лилле, пострадали Дижон, Марсель, Нант, Страсбург. 4 машины сожжены в центре Парижа, на площади Республики. Мишенью погромщиков стали общественные учреждения, включая школы. Премьер-министр Доминик де Вильпен созвал для экстренного совещания 9 ключевых министров правительства страны, на котором министры должны согласовать «политический ответ» на беспорядки в стране.
- 6 ноября, воскресенье — 10-я ночь — пик беспорядков. За ночь сгорело 1408 автомобилей, 300 человек задержаны, ранено 36 полицейских. Полиция обнаружила в парижском пригороде фабрику по изготовлению бутылок с зажигательной смесью. Президент Франции Жак Ширак решил созвать заседание Совета внутренней безопасности. МИД России рекомендует туристам «соблюдать осторожность во время посещения Франции»; российское посольство во Франции открыло круглосуточную телефонную «горячую линию».

- 7 ноября, понедельник — первая и единственная жертва беспорядков — находившийся последние трое суток в коме 60-летний Жан-Жак ле Шенадек (Jean-Jacques Le Chenadec) скончался в больнице от травм, полученных на прошлой неделе, когда он подвергся нападению группы молодежи в пятницу. Пожилой мужчина вышел из своего дома, чтобы потушить подожжённый бунтовщиками мусорный бак, и был жестоко избит. В ночь на 7 ноября молодёжь напала на полицейских в городке Гриньи под Парижем. В результате обстрела из огнестрельного оружия пострадали около 30 человек, двое получили серьезные ранения. В связи с этим инцидентом глава профсоюза французских полицейских призвал власти ввести комендантский час в районах, охваченных беспорядками, и подключать к подавлению волнений армию, добавив, что полицейские не в состоянии держать ситуацию под контролем. В Лансе была подожжена католическая церковь. Правительство вводит цензуру на информацию из районов беспорядков. Премьер-министр призвал к организации «народных дружин» для противодействия беспорядкам.
- 8 ноября, вторник — ночь ознаменовалась «заметным снижением» числа погромов в историческом департаменте Иль-де-Франс. В Тулузе погромщики забросали автобус камнями и бутылками с «коктейлем Молотова». В регионе Бургундия нападению подвергся полицейский участок. Всего за эту ночь были сожжены 1173 автомобиля в 226 городах Франции (в том числе в Тулузе 21 автомобиль и 1 автобус) и ранено 4 полицейских. За участие в беспорядках задержаны 320 человек. Французское правительство одобрило применение закона 1955 года о чрезвычайном положении, который разрешает местным властям вводить комендантский час (закон «О чрезвычайном положении» был принят в 1955 году при подавлении восстания в Алжире, тогдашней колонии Франции), на реанимации этого закона настаивали главы муниципалитетов, охваченных массовыми беспорядками. Закон введён в действие с полуночи 8 ноября. Николя Саркози заявил, что введение в действие данного закона даст властям возможность принимать превентивные меры для избежания инцидентов и что полиции предоставят чрезвычайные полномочия для проведения обысков в домах, если будут иметься подозрения, что там хранится оружие.
- 9 ноября, среда — комендантский час не остановил беспорядки во Франции, которые продолжаются 13-ю ночь. За минувшую ночь было сожжено 573 автомобиля. Полиция задержала 204 человек. Начался призыв резервистов в ряды военизированной полиции и жандармерии. В окрестностях Лиона нападению банды подростков подверглась группа российских журналистов ВГТРК.
- 10 ноября, четверг — беспорядки отмечены в Тулузе и южных пригородах Страсбурга. Сожжено 280 машин.
- 11 ноября, пятница — беспорядки, начавшиеся во Франции две недели назад, перекинулись на Грецию, где на улицы вышли анархисты. В городе Салоники на севере страны группа примерно из 30 человек закидала камнями Институт Франции. Участники акции выкрикивали лозунги в поддержку бунтующей молодежи Франции. Никто не пострадал. В самой Франции комендантский час продолжает действовать в 30 городах, среди которых Руан, Ницца и Марсель. В Париже демонстрация представителей мятежных пригородов против бедности и насилия. За ночь сожжено 463 автомобиля.
- 12 ноября, суббота — беспорядки во Франции продолжаются, но их центр сместился в Лион, Страсбург и Тулузу. Число сожжённых автомобилей — 502. Полиция зафиксировала sms-сообщения и сообщения в Интернете, призывающие к возобновлению беспорядков в столице Франции. Погромщики продолжают атаковать, помимо машин, школы (Savigny-Le-Temple), магазины (Рамбуе) и трансформаторные будки (Амьен). В городе Карпантра погромщики бросили две зажигательные бомбы в мечеть. За причастность к беспорядкам задержаны 206 человек. В Париже комендантский час не вводился, но по распоряжению префекта столичной полиции запрещена розничная продажа бензина, а также перевозка его в канистрах. В Париже введён запрет на проведение митингов и демонстраций.
- 13 ноября, воскресенье — началась депортация из Франции иностранных граждан, участвовавших в массовых беспорядках. За минувшую ночь было сожжено свыше 300 машин. Полиция арестовала 160 человек.
- 15 ноября — за минувшую ночь сожжено 160 автомобилей. Президент Франции призывает парламентариев продлить режим чрезвычайного положения ещё на три месяца. Сообщения о беспорядках постепенно сходят с первых строк в новостных лентах.

## События ноября 2007
Новая волна беспорядков вспыхнула в северном пригороде Парижа Вилье-ле-Бель в ночь на 26 ноября 2007 года после того, как двое подростков погибли в результате столкновения их мотоцикла с полицейской машиной, а полицейские покинули место аварии, не оказав пострадавшим первую помощь. Беспорядки продолжались два дня. Несмотря на несоизмеримо меньший размах событий, их сравнили с беспорядками 2005 года.
В первую ночь было атаковано два полицейских участка, сожжён ресторан «Макдоналдс» и 15 автомобилей. Было ранено более 20 полицейских и пожарных, двое из них — тяжело. Среди пострадавших — комиссар полицейского участка соседнего города Сарсель, получивший сильный удар металлическим прутом по лицу. Было задержано 8 человек.
Во вторую ночь, 27 ноября, беспорядки продолжились, охватив ещё 4 пригорода. Было ранено 77 полицейских, трое из них — серьёзно. Также был ранен один журналист. Сожжено 36 автомобилей.